# Hérculez Gómez
Hérculez Gómez Hurtado (ur. 6 kwietnia 1982 w Los Angeles) – amerykański piłkarz pochodzenia meksykańskiego występujący na pozycji napastnika.

## Kariera klubowa
Gómez jest potomkiem meksykańskich imigrantów. Urodził się w amerykańskim mieście Los Angeles, jednak wychowywał się w Las Vegas, a profesjonalną karierę klubową rozpoczynał w ojczyźnie swoich rodziców, w stołecznym zespole Cruz Azul. Nie potrafił się jednak przebić do pierwszego zespołu i występował w drugoligowych rezerwach drużyny o nazwie Cruz Azul Hidalgo. Później grał także w niższoligowych meksykańskich klubach – Águilas Blancas de Puebla oraz Alacranes de Durango. W 2002 roku był zawodnikiem amerykańskiego trzecioligowca San Diego Gauchos, dla którego strzelił siedemnaście bramek w siedemnastu spotkaniach, czym zwrócił na siebie uwagę silniejszych klubów.
Ostatecznie wiosną 2003 trafił do występującej w Major League Soccer ekipy Los Angeles Galaxy. W zespole tym nie występował jednak regularnie i był wypożyczany do Seattle Sounders i San Diego Sockers z niższych klas rozgrywkowych. Po powrocie do Galaxy zaczął częściej pojawiać się na ligowych boiskach ze względu na absencje powoływanego do reprezentacji Landona Donovana. W 2005 roku wywalczył ze swoją drużyną mistrzostwo kraju i U.S. Open Cup. Pod koniec swojego pobytu w klubie był często ustawiany na pozycji pomocnika.
W styczniu 2007 Gómez razem ze swoim kolegą klubowym Ugo Ihemelu został zawodnikiem Colorado Rapids – w zamian drużynę Galaxy zasilił bramkarz Joe Cannon. Tam spędził udane półtora roku, po czym odszedł do innego zespołu z Major League Soccer – Kansas City Wizards. Z żadnym z tych dwóch klubów nie odniósł większych sukcesów i w połowie rozgrywek 2009/2010 zasilił meksykańską ekipę Puebla FC. W meksykańskiej Primera División zadebiutował 17 stycznia 2010 w przegranym 0:1 spotkaniu z Tigres UANL, natomiast pierwszego gola zdobył 9 lutego tego samego roku w zremisowanej 1:1 konfrontacji z Atlante. Szybko został jednym z najważniejszych graczy zespołu, a dziesięć strzelonych bramek w piętnastu spotkaniach dało mu tytuł króla strzelców ligi meksykańskiej, wraz z Johanem Fano i Javierem Hernándezem. Dzięki temu został pierwszym w historii amerykańskim zawodnikiem, który został królem strzelców w jakiejkolwiek lidze zagranicznej.
Po sześciu miesiącach spędzonych w Puebli Gómez za sumę dwóch milionów euro przeszedł do czołowego meksykańskiego klubu CF Pachuca. Jego barwy reprezentował przez rok, zdobywając pięć goli w 29 spotkaniach ligowych, wziął także udział w Klubowych Mistrzostwach Świata 2010, zajmując tam z Pachucą piąte miejsce. Jesienne rozgrywki Apertura sezonu 2011/2012 spędził w drużynie Tecos UAG z siedzibą w mieście Guadalajara, a prezentowana tam wysoka forma zaowocowała transferem do zespołu wicemistrza Meksyku – Club Santos Laguna. Następnie grał w: Tigres UANL, Puebli i Toronto FC. W 2016 trafił do Seattle Sounders FC.
| Sezon     | Klub                | Kraj              | Rozgrywki                  | Mecze | Bramki |
| --------- | ------------------- | ----------------- | -------------------------- | ----- | ------ |
| 2001/2002 | Cruz Azul Hidalgo   | Meksyk            | Primera División           | 0     | 0      |
| 2002      | San Diego Gauchos   | Stany Zjednoczone | USL Second Division        | 17    | 17     |
| 2003      | Los Angeles Galaxy  | Stany Zjednoczone | Major League Soccer        | 1     | 0      |
| 2003      | Seattle Sounders    | Stany Zjednoczone | USL A-League               | 17    | 1      |
| 2003/2004 | San Diego Sockers   | Stany Zjednoczone | Major Indoor Soccer League | 10    | 5      |
| 2005      | Los Angeles Galaxy  | Stany Zjednoczone | Major League Soccer        | 22    | 11     |
| 2006      | Los Angeles Galaxy  | Stany Zjednoczone | Major League Soccer        | 30    | 5      |
| 2007      | Colorado Rapids     | Stany Zjednoczone | Major League Soccer        | 20    | 4      |
| 2008      | Colorado Rapids     | Stany Zjednoczone | Major League Soccer        | 17    | 2      |
| 2008      | Kansas City Wizards | Stany Zjednoczone | Major League Soccer        | 8     | 1      |
| 2009      | Kansas City Wizards | Stany Zjednoczone | Major League Soccer        | 26    | 0      |
| 2009/2010 | Puebla FC           | Meksyk            | Primera División           | 15    | 10     |
| 2010/2011 | CF Pachuca          | Meksyk            | Primera División           | 29    | 5      |
| 2011/2012 | Tecos UAG           | Meksyk            | Primera División           | 16    | 7      |
| 2011/2012 | Club Santos Laguna  | Meksyk            | Primera División           | 9     | 5      |
| 2012/2013 | Club Santos Laguna  | Meksyk            | Primera División           | 29    | 8      |
| 2013/2014 | Club Tijuana        | Meksyk            | Primera División           | 20    | 0      |
| 2014/2015 | Tigres UANL         | Meksyk            | Primera División           | 11    | 1      |
| 2014/2015 | Puebla FC           | Meksyk            | Primera División           | 13    | 1      |
| 2015      | Toronto FC          | Kanada            | MLS                        | 7     | 1      |
| 2016      | Seattle Sounders FC | Stany Zjednoczone | MLS                        |       |        |

## Kariera reprezentacyjna
Posiadający podwójne obywatelstwo Gómez zdecydował się na występy w reprezentacji Stanów Zjednoczonych. W 2007 roku został powołany przez selekcjonera Boba Bradleya na turniej Copa América i właśnie w tych rozgrywkach zadebiutował w seniorskiej kadrze narodowej – 28 czerwca 2007 w przegranym 1:4 spotkaniu z Argentyną w fazie grupowej. Ostatecznie Amerykanie nie wyszli z grupy, natomiast Gómez wystąpił ogółem w dwóch meczach swojej drużyny.
Pierwszego gola w seniorskiej reprezentacji Gómez strzelił 25 maja 2010 w przegranym 2:4 meczu towarzyskim z Czechami. W tym samym roku znalazł się w ogłoszonej przez trenera Bradleya kadrze na Mistrzostwa Świata w RPA. Tam zawodnik Puebli wystąpił w trzech spotkaniach, nie strzelając bramki, natomiast jego drużyna odpadła w 1/8 finału.